# Zsírmájbetegség
A zsírmájbetegség (FLD), más néven steatosis májbetegség és steatoticus májbetegség (SLD), olyan állapot, amelyben a felesleges zsír felhalmozódik a májban. Gyakran nincsenek vagy csak kevés tünet jelentkezik. Alkalmanként fáradtság vagy fájdalom jelentkezhet a has jobb felső részén. Szövődmények lehetnek a cirrózis, a májrák és a nyelőcsővarixok.
A zsírmájbetegség fő altípusai a metabolikus diszfunkcióhoz társuló steatoticus májbetegség (MASLD, korábban "alkoholmentes zsírmájbetegség" (NAFLD)) és az alkoholos májbetegség (ALD), a "metabolikus és alkoholhoz társuló májbetegség" (metALD) kategória a kettő átfedését írja le.
Az elsődleges kockázatok közé tartozik az alkohol, a 2-es típusú cukorbetegség és az elhízás. Egyéb kockázati tényezők közé tartoznak bizonyos gyógyszerek, például a glükokortikoidok és a hepatitis C. Nem világos, hogy miért alakul ki egyes NAFLD-ben szenvedőknél egyszerű zsírmáj, másoknál pedig nem alkoholos steatohepatitis (NASH), amely rosszabb kimenetellel jár. A diagnózis a vérvizsgálatok, az orvosi képalkotás és esetenként a májbiopszia által alátámasztott kórtörténeten alapul.
Az NAFLD kezelése általában étrendi változtatásokkal és testmozgással történik a fogyás elérése érdekében. Súlyosan érintetteknél a májátültetés szóba jöhet. A nagyivók több mint 90%-ánál alakul ki zsírmáj, míg körülbelül 25%-uknál súlyosabb alkoholos hepatitisz alakul ki. Az NAFLD a nyugati országokban az emberek körülbelül 30%-át, Ázsiában pedig az emberek 10%-át érinti. Az Egyesült Államokban az NAFLD a gyermekek körülbelül 10%-át érinti. Gyakrabban fordul elő idősebb embereknél és férfiaknál.